# Aeroportul Central
Aeroportul Central (IATA: CEM, ICAO: PACE, FAA LID: CEM) este un aeroport din Alaska, Statele Unite ale Americii ce deservește zona Central⁠(d). Aeroportul a fost tranzitat în 2019 de 46 de pasageri. A fost numit după zona deservită.
Situat la o altitudine de 286 m, aeroportul dispune de 1 pistă. Este operat de Alaska Department of Transportation & Public Facilities⁠(d).

## Infrastructură

### Piste
Aeroportul dispune de o singură pistă. Pista 08/26 are dimensiunile 2.782 picioare × 60 picioare. 